# Marlène Jobert
Marlène Jobert (Argel, 4 de noviembre de 1940) es una actriz y escritora nacida en Argelia de nacionalidad francesa.

## Carrera
Jobert nació en Argel, en una familia sefardí judía de Pied-Noir, hija de Eliane Azulay y Charles Jobert, quien sirvió en la Fuerza Aérea Francesa. Marlène se mudó con su familia a Francia cuando tenía ocho años.
Debutó como actriz en teatro y televisión. En 1968 alcanzó el estrellato interpretando papeles protagónicos en las exitosas comedias Faut pas prendre les enfants du bon Dieu pour des canards sauvages y L'Astragale. Coprotagonizó junto a Charles Bronson la cinta Rider on the Rain y con Jean-Paul Belmondo la película The Married Couple of the Year Two. Durante la década de 1970, Jobert fue una de las actrices de cine más populares de Francia. Pero durante la siguiente década, ella se retiró gradualmente del trabajo cinematográfico y se concentró en una nueva carrera en la literatura infantil. Es autora y narradora de audiolibros (principalmente para niños). También ha escrito una serie de libros que conducen con cautela a la apreciación de la música clásica de Mozart, Chopin y Chaikovski.
Jobert y su esposo, el dentista sueco Walter Green, tienen dos hijas mellizas: la popular actriz Eva Green y su hermana Joy, estudiante de negocios.